# Mel Counts
Mel Counts, né le 16 octobre 1941 à Coos Bay, dans l'Oregon, est un ancien joueur américain de basket-ball. Il évolue au poste de pivot.

## Palmarès
- All-NCAA Second Team en 1964[2]
- Médaillé d'or aux Jeux olympiques de Tokyo en 1964
- Champion NBA en 1965 et 1966 avec les Celtics de Boston